# Autostopem przez Galaktykę
Autostopem przez Galaktykę (tyt. oryg. The Hitchhiker's Guide to the Galaxy) – cykl humorystycznych powieści science fiction Douglasa Adamsa, a zarazem tytuł pierwszego tomu tej serii, wywodzącej się ze słuchowiska radiowego nadawanego przez BBC od 1978 r. Cała seria liczy pięć tomów, co autor nazwał „trylogią w pięciu częściach”. W 2009 roku Eoin Colfer napisał książkę będącą kontynuacją cyklu, pt. I jeszcze jedno…
Na podstawie tego cyklu powstał również serial telewizyjny emitowany w BBC (1981), komiksy, gry komputerowe (The Hitchhiker's Guide to the Galaxy firmy Infocom oraz Starship Titanic od the Digital Village) oraz książka „Krążownik Titanic Douglasa Adamsa” (1997), napisana przez Terry’ego Jonesa.
W 2005 roku ukazała się adaptacja filmowa pierwszej powieści. Film „Autostopem przez Galaktykę” wyreżyserował Garth Jennings.

## Fabuła cyklu
Głównymi bohaterami są Ziemianin Artur Dent oraz kosmita Ford Prefect, jeden z autorów przewodnika po Galaktyce. Ważne role drugoplanowe odgrywają ziemska dziennikarka Trillian (Tricia Marie McMillan, czyli Trillian Astra), dwugłowy prezydent galaktyki Zaphod Beeblebrox, konstruktor planet Slartibartfast oraz mający skłonności do depresji robot Marvin. Ważną postacią dla fabuły tomu 5 staje się Random Dent, wywracająca świat do góry nogami.

### Autostopem przez Galaktykę(inne języki)
- rok wydania oryginalnego: 1979
- pierwsze wydania polskie: 1986 klubowe wydanie ITD Poznań, 1994 Zysk i S-ka (tłum. Paweł Wieczorek)
- fabuła: Artur pewnego dnia dowiaduje się, że jego dom ma być zburzony, a na jego miejscu ma powstać obwodnica. Wkrótce okazuje się, że dziwnym zbiegiem okoliczności w tym samym czasie ma zostać zniszczona cała Ziemia, gdyż wymagają tego plany budowy hiperprzestrzennej obwodnicy galaktycznej. Jednak Ford zabiera go w szaloną wycieczkę po Galaktyce, w czasie której poznają inne kluczowe postaci cyklu i którą wieńczy wizyta w kosmicznej wytwórni planet. Istotnym elementem fabuły jest Wielkie pytanie o życie, wszechświat i całą resztę.
- tytuł: nazwa przewodnika dla galaktycznych podróżników

### Restauracja na końcu wszechświata(inne języki)
- rok wydania oryginalnego: 1980
- wydania polskie: Zysk i S-ka 1994 (seria Salamandra: ISBN 83-86211-88-1; seria Kameleon: ISBN 83-7150-455-1), Albatros 2005 (ISBN 83-7359-423-X)
- fabuła: Czwórka bohaterów udaje się do najsłynniejszej restauracji wszechświata o nazwie Milinowa, z której można obserwować jego ostatnie chwile. Wskutek niefortunnego przeskoku czasowego ich drogi rozdzielają się – Zaphod i Trillian wyruszają na poszukiwanie człowieka, który rządzi wszechświatem, zaś Artur i Ford lądują na prehistorycznej Ziemi i dowiadują się, skąd wzięła się na niej ludzkość.
- tytuł: lokal gastronomiczny, z którego można obserwować koniec czasu i przestrzeni

### Życie, wszechświat i cała reszta(inne języki)
- rok wydania oryginalnego: 1982
- wydania polskie: Zysk i S-ka 1995 (ISBN 83-86211-10-5), Albatros 2006 (ISBN 83-7359-370-5)
- fabuła:Bohaterowie pomagają Slartibartfastowi uchronić Galaktykę przed wznowieniem wyniszczającej wojny z mieszkańcami planety Krikkit. Intryga jest osnuta na licznych humorystycznych odwołaniach do krykieta.
- tytuł: nawiązuje do wielkiego pytania, które pojawiło się w pierwszym tomie

### Cześć, i dzięki za ryby(inne języki)
- rok wydania oryginalnego: 1984
- wydanie polskie: Zysk i S-ka 1995 (ISBN 83-86211-85-7)
- fabuła: Artur wraca na zrekonstruowaną Ziemię i szczęśliwie zakochuje się w dziewczynie imieniem Fenchurch. Razem z Fordem wyrusza raz jeszcze w kosmos, by poznać ostateczne przesłanie od Stwórcy.
- tytuł: pożegnanie, jakie zostawiły ludziom delfiny, ewakuując się z Ziemi przed jej zniszczeniem w pierwszym tomie

### W zasadzie niegroźna(inne języki)
- rok wydania oryginalnego: 1992
- wydanie polskie: Zysk i S-ka 1996 (ISBN 83-7150-093-9)
- fabuła: Mieszanina przeskoków czasowych i związanych z nimi paradoksów prowadzi do kulminacji, w której Ziemia i wszyscy jej mieszkańcy – w tym bohaterowie cyklu – zostaje nieodwracalnie zlikwidowana wskutek uporu kosmicznych biurokratów.
- tytuł: to, co pozostało po zredagowaniu stworzonego przez Forda Prefecta opisu Ziemi w jednej z edycji przewodnika Autostopem przez Galaktykę

### I jeszcze jedno...(inne języki)
- rok wydania oryginalnego: 2009
- wydania polskie: Albatros 2012 (ISBN 978-83-7659-537-5)
- fabuła: „I jeszcze jedno…” zaczyna się tam, gdzie kończy się „W zasadzie niegroźna”, piąta część Autostopem przez Galaktykę.